# Antonivka, Bar
Antonivka (în ucraineană Антонівка) este localitatea de reședință a comunei Antonivka din raionul Bar, regiunea Vinnița, Ucraina.

## Demografie
Componența lingvistică a localității Antonivka
     Ucraineană (98,78%)
     Alte limbi (1,23%)
Conform recensământului din 2001, majoritatea populației localității Antonivka era vorbitoare de ucraineană (98,78%), existând în minoritate și vorbitori de alte limbi.